# Samsung Galaxy A6
Il Samsung Galaxy A6, spesso chiamato A6 (2018), è uno smartphone (per le dimensioni talvolta definito phablet) di fascia media prodotto da Samsung, facente parte della serie Samsung Galaxy A.

## Caratteristiche tecniche

### Hardware
Il Galaxy A6 è uno smartphone con form factor di tipo slate, le cui dimensioni sono di 156,8 × 77,6 × 7,9 millimetri e pesa 186 grammi.
Il dispositivo è dotato di connettività GSM, HSPA, LTE, di Wi-Fi 802.11 a/b/g/n con supporto a Wi-Fi Direct ed hotspot, di Bluetooth 4.2 con A2DP ed LE, di GPS con A-GPS, BDS e GLONASS, di NFC (non in tutte le versioni), di radio FM e di supporto a Samsung Pay ed ANT+. Ha una porta microUSB 2.0 ed un ingresso per jack audio da 3,5 mm.
Il Galaxy A6 è dotato di schermo touchscreen capacitivo da 5,6 pollici di diagonale, di tipo Super AMOLED con aspect ratio 18,5:9 e risoluzione HD+ 720 × 1480 pixel con densità di 294 pixel per pollice. La cornice laterale ed il retro sono realizzati in alluminio.
Il design dell'A6 assomiglia più a quello dei dispositivi economici della linea Galaxy J, allontanandosi da quello degli altri Galaxy A, presentando una scocca in alluminio attraversata due vistose fasce in plastica posteriori per migliorare la ricezione del segnale da parte delle antenne. La batteria agli ioni di litio è da 3000 mAh e non è removibile dall'utente.
Il chipset è un Exynos 7870 octa-core. La memoria interna di tipo eMMC 5.1 è disponibile nei tagli da 32 o 64 GB, mentre la RAM è da 3 o 4 GB a seconda della configurazione scelta.
La fotocamera posteriore ha un sensore CMOS da 16 megapixel, dotata di autofocus PDAF, modalità HDR e flash LED, in grado di registrare al massimo video full HD a 30 fotogrammi al secondo; anche la fotocamera anteriore è da 16 megapixel ed ha il flash LED.

### Software
Il sistema operativo è Android, in versione 8.0 Oreo, aggiornabile ufficialmente fino ad Android 10.
Ha l'interfaccia utente Samsung Experience 9.0 che dopo l’aggiornamento ad Android 10 diventa One UI 2.0.

## Commercializzazione
Il dispositivo è stato immesso sul mercato a metà 2018. Ne è stata commercializzata anche una versione Duos (dual SIM).
Il sito AndroidWorld ha valutato 7.7/10 il Galaxy A6, apprezzando in particolare il reparto fotografico, lo schermo e il software, criticando però l'assenza del LED di notifica, la risoluzione dello schermo e il prezzo di lancio "un po' alto"; mentre AndreaGalazzi.com l'ha valutato 7.2/10 e TrustedReviews 3/5, criticandone in particolare il rapporto qualità/prezzo.

## Varianti

### Galaxy A6+
Il Samsung Galaxy A6+, anche noto come A6+ (2018), Galaxy A9 Star Lite in Cina e Galaxy Jean in Corea, differisce dal Galaxy A6 "normale" per uno schermo più ampio e risoluto (6" FHD+), per il chipset differente (Snapdragon 450) e per il comparto fotografico migliorato (due sensori posteriori, uno da 16 megapixel e uno di profondità da 5, ed uno anteriore da 24 megapixel). La batteria è maggiorata a 3500 mAh.

### Galaxy A6s
Il Samsung Galaxy A6s differisce dall'A6+ per un comparto fotografico nuovamente rivisto (12+5 megapixel, doppio flash LED dual-tone e registrazione video 4K a 30 fps posteriore, 12 megapixel anteriore), per il chipset (Snapdragon 660) e per i tagli di memoria maggiorati (64/128 GB di memoria interna e 6 GB di RAM). Inoltre, viene introdotto il connettore USB-C 2.0 e la batteria è da 3300 mAh.